# Chris Abani

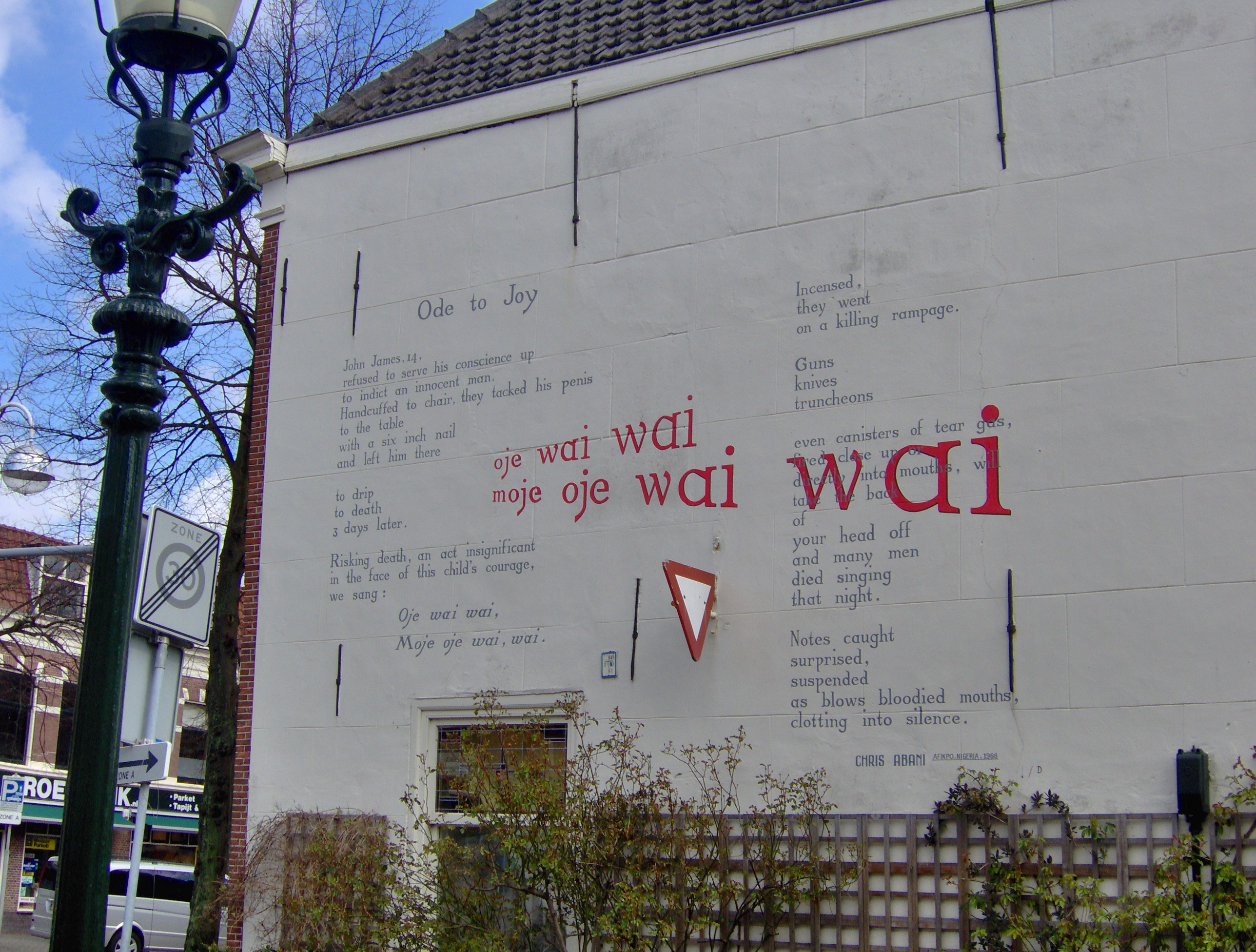
O poema "Ode to Joy" em uma parede na cidade holandesa de Leiden

Christopher Abani (nascido em 27 de dezembro de 1966) é um autor nigeriano-americano residente em Los Angeles. Ele diz que faz parte de uma nova geração de escritores nigerianos que trabalham para transmitir ao público de língua inglesa a experiência daqueles nascidos e criados "naquela nação africana problemática".

## Biografia
Abani nasceu em Afikpo, Estado de Ebonyi, Nigéria. Seu pai era Igbo, enquanto sua mãe era descendente de ingleses. Publicou seu primeiro romance, Masters of the Board, em 1985, aos 16 anos Era um thriller político, cujo enredo era uma alegoria baseada em um golpe de Estado ocorrido na Nigéria pouco antes de ser escrito. Ele foi preso por 6 meses por suspeita de tentativa de derrubar o governo. Ele continuou a escrever após sua libertação da prisão, mas foi preso por 1 ano após a publicação de seu romance de 1987, Sirocco. Durante esse tempo, ele foi mantido na infame prisão de Kiri Kiri, onde foi torturado. Depois de ser libertado da prisão desta vez, ele compôs várias peças antigovernamentais que foram encenadas na rua perto de escritórios do governo por 2 anos. Ele foi preso pela terceira vez e colocado no corredor da morte. No entanto, seus amigos subornaram funcionários do governo para sua libertação em 1991, e imediatamente Abani, sua mãe e seus 4 irmãos se mudaram para o Reino Unido, morando lá até 1999. Em seguida, mudou-se para os Estados Unidos, onde mora atualmente.

## Educação e carreira
Abani é bacharel em Inglês e Estudos Literários pela Imo State University, Nigéria; um mestrado em gênero e cultura pela Birkbeck College, University of London, um mestrado em inglês pela University of Southern California; e um Ph.D. em Escrita Criativa e Literatura pela University of Southern California. 
Abani recebeu o prêmio PEN/Barbara Goldsmith Freedom to Write, o Prince Claus Awards de 2001, a Lannan Literary Fellowship, o California Book Award, o Hurston-Wright Legacy Award e o Hemingway Foundation/PEN Award. Seleções de sua poesia aparecem no jornal online Blackbird. De 2007 a 2012, foi professor de Escrita Criativa na Universidade da Califórnia, em Riverside. Atualmente, ele é professor de inglês do Conselho de Administração da Northwestern University.
Seu livro de poesia, Sanctificum (2010), publicado pela Copper Canyon Press, é uma sequência de poemas interligados, reunindo ritual religioso, a língua igbo de sua terra natal nigeriana e ritmos reggae em uma canção de amor litúrgica pós-racial.
A incursão de Abani na publicação levou à formação da série de poesia Black Goat, que é uma marca da Akashic Books, com sede em Nova York. Os poetas Kwame Dawes, Christina Garcia, Kate Durbin, Karen Harryman, Uche Nduka, Percival Everett, Khadijah Queen e Gabriela Jauregui foram todos publicados pela Black Goat.
Seu romance policial The Secret History of Las Vegas ganhou o Edgar Award como Melhor Brochura Original em 2015.
No verão de 2016, uma ampla seleção de suas obras foi publicada em Israel pela pequena editora independente Ra'av sob o título "Shi'ur Geografia" (hebraico para: Lição de Geografia) editada por Noga Shevach e o poeta Eran Tzelgov. A coleção recebeu ótimas críticas e ofereceu aos leitores hebreus um primeiro encontro com a poesia de Abani.

## Obras publicadas
Romances
- Mestres do Conselho (Delta, 1985)
- GraceLand (FSG, 2004/Picador 2005)
- A Virgem das Chamas (Penguin, 2007)
- A História Secreta de Las Vegas (Penguin, 2014)

Novelas
- Tornando-se Abigail (Livros Akáshicos, 2006)
- Canção para a noite (Livros Akáshicos, 2007)

Poesia
- República de Kalakuta (Saqi, 2001).
- Daphne's Lot (Red Hen Press, 2003)
- Dog Woman (Red Hen Press, 2004)
- Água para lavar as mãos (Copper Canyon Press, 2006)
- Não há nomes para vermelho ( Red Hen Press, 2010)
- Alimente-me com o sol ( Peepal Tree Press, 2010)
- Sanctificum ( Copper Canyon Press, 2010)

Ensaios
- O rosto (livros inquietos, 2014)

## Prêmios e honrarias
Em 2001, Abani recebeu uma bolsa Middleton da University of Southern California. Em 2003, ele recebeu o Lannan Foundation Literary Fellowship, bem como o Hellman/Hammet Grant da Human Rights Watch.
Em 2006, Becoming Abigail foi selecionado como Escolha do Editor do The New York Times,  e uma Escolha da Crítica para Chicago Reader. Foi também uma seleção do clube do livro para a Essence Magazine e Black Expressions.
Em 2007, The Virgin of Flames e Song for Night foram escolhas do Editor para o The New York Times. The Virgin of Flames também foi uma seleção da Barnes & Noble Discovery, e Becoming Abigail foi incluído em uma seleção de livros para adolescentes da Biblioteca de Nova York.
Em 2008, Abani recebeu o Distinguished Humanist Award da University of California, Riverside.
Em 2009, Abani recebeu um Guggenheim Fellow in Fiction.
| Ano  | Título                          | Prêmio                                                                 | Resultado        | Ref.          |
| ---- | ------------------------------- | ---------------------------------------------------------------------- | ---------------- | ------------- |
| 2001 |                                 | Prêmio PEN USA West Freedom-to-Write                                   |                  | [ 26 ]        |
| 2001 |                                 | Prêmio Príncipe Claus de Literatura e Cultura                          |                  | [ 27 ]        |
| 2002 |                                 | Prêmio Internacional de Poesia Imbongi Yesizwe                         |                  | [ 25 ]        |
| 2005 | "Sangue" em StoryQuarterly      | Prêmio Pushcat                                                         | Selecionado      | [ 28 ]        |
| 2005 | Graceland                       | Prêmio PEN/Hemingway para romance de estreia                           | Vencedor         | [ 25 ] [ 29 ] |
| 2005 | Graceland                       | Hurston/Wright Legacy Award para romance de estreia                    | Vencedor         | [ 30 ] [ 31 ] |
| 2005 | Graceland                       | California Book Award de Ficção                                        | Medalha de prata | [ 32 ]        |
| 2005 | Graceland                       | Prêmio Los Angeles Times Book para ficção                              | Finalista        | [ 33 ]        |
| 2005 | Graceland                       | Prêmio de Escritores da Commonwealth Melhores livros (região africana) | Finalista        | [ 34 ]        |
| 2006 | " A Way To Turn This To Light " | Prêmio Pushcat de Poesia                                               | Selecionado      | [ 35 ]        |
| 2006 | Graceland                       | Prêmio Literário Internacional de Dublin                               | Pré-selecionado  | [ 36 ]        |
| 2007 | Tornando-se Abigail             | Prêmio PEN/Beyond Margins                                              | Finalista        | [ 37 ]        |
| 2007 | Santuário                       | Prêmio Pushcat de Poesia                                               | Selecionado      | [ 38 ]        |
| 2008 | Canção para a noite             | Prêmio PEN/Beyond Margins                                              | Vencedor         | [ 39 ]        |
| 2008 | The Virgin of Flames            | Prêmio Lamada                                                          | Selecionado      | [ 40 ]        |
| 2009 | Canção para a noite             | Prêmio Literário do St. Francis College                                | Pré-selecionado  | [ 41 ]        |
| 2015 | The Secret History of Las Vegas | Prêmio Edgar Allan Poe de Melhor Brochura Original                     | Vencedor         | [ 42 ]        |